# 고흐, 영원의 문에서
《고흐, 영원의 문에서》(영어: At Eternity's Gate)는 2018년 개봉한 빈센트 반 고흐의 삶을 그린 전기, 드라마 영화이다. 줄리언 슈나벨이 감독과 공동각본을 맡았다. 제75회 베네치아 국제 영화제(2018) 경쟁부문 진출작이며, 해당 영화제에서 윌럼 더포는 빈센트 반 고흐 역을 통해 볼피컵 남자연기자상을 수상했다.

## 출연진
- 윌럼 더포 - 빈센트 반 고흐 역
- 루퍼트 프렌드 - 테오 반 고흐 역
- 마스 미켈센 - 성직자 역
- 오스카 아이작 - 폴 고갱 역
- 마티유 아말릭 - 폴 가셰 박사 역
- 엠마누엘 자이그너 - 지누 부인 역
- 닐스 아레스트럽 - 미치광이 역
- 아미라 카서 - 요한나 반 고흐 역
- 앤 콘시니 - 교사 역
- 벵상 뻬레 - 감독 역
- 빈센트 그래스 - 카페 주인 역

## 수입사
- 찬란